# Sentinelles de Strasbourg
Pour les articles homonymes, voir Les Sentinelles.
Maillots
Les Sentinelles de Strasbourg est le premier club alsacien de floorball créé en 2009. Dès la saison 2010-2011, l'équipe des "Sens" participe au championnat de France de Division 2. Vice-champion de cette division en 2012, les Sentinelles ne seront promus en Division 1 pour la première fois de leur histoire, qu'au terme de la saison 2012-2013. Après deux années au plus haut niveau, et la perte de joueurs-clé, le club regagné la division inférieure. Enfin, cette dernière saison s'est clôturée à nouveau par un titre de vice-champion et une promotion en Division 1.

## Palmarès
- Championnat de France de Floorball D2 : 
  - Champion : 2023
  - Vice-champion (1) : 2018
  - Vice-champion (1) : 2012